# PathScale EKO Compiler Suite
PathScale EKO Compiler Suite — компилятор для архитектуры x86-64 с высокой степенью оптимизации. Является развитием компилятора MIPSPro, созданного компанией SGI для микропроцессоров MIPS R10000. Разработан американской компанией PathScale.
Применяется для разработки высокопроизводительных научных и инженерных проектов. Среди пользователей: NASA, ВВС США, ВМФ США, национальные лаборатории Министерства энергетики США, Европейский центр среднесрочного прогнозирования погоды (ECMWF) в Рединге, 3 центра высокопроизводительных вычислений в Германии, крупные европейские производители автомобилей, Викторианское партнерство усовершенствованных вычислений в Австралии. Также используется в Университете Юты, Нью-Йоркском университете, Университете штата Пенсильвания, Университете Джорджии, в Кембриджском, Варшавском, Цюрихском и Чикагском университетах.
PathScale EKO Compiler Suite является основным продуктом компании PathScale и с 14 июня 2011 года распространяется на условиях GPLv3.
В состав PathScale EKO Compiler Suite входят:
- Компиляторы C, C++ и Fortran 77/90/95/2003 (частично)
- Полная поддержка OpenMP 2.5 (включая WORKSHARE)
- Полная поддержка компиляции для 32- и 64-битных систем архитектуры x86
- Кодогенерация для AMD64 ABI, AMD Opteron и Intel EM64T
- Оптимизированная математическая библиотека AMD Core Math Library
- Продвинутый отладчик — PathDB
- Компоненты для совместимости с набором инструментов программирования GNU, gcc и популярными сторонними отладчиками
- Работает в дистрибутивах Linux: SUSE, Red Hat и Fedora